# Rampe (fonction)
Pour les articles homonymes, voir Rampe.
La fonction rampe (ou rampe) est la fonction réelle élémentaire définie par :
Cette fonction trouve son application en ingénierie, par exemple dans la théorie du traitement du signal.

Graphe de la fonction rampe.

## Définitions
La fonction rampe ({\displaystyle R:\mathbb {R} \to \mathbb {R} }) peut être définie de différentes autres façons :
- la moyenne arithmétique de la variable et de la valeur absolue de celle-ci.{\displaystyle R(x):={\frac {x+|x|}{2}}}
Ceci peut se déduire de la définition de la fonction {\displaystyle \max(a,b)={\frac {a+b+|a-b|}{2}}}, avec {\displaystyle a=x} et {\displaystyle b=0} ;
- la fonction de Heaviside multipliée par l'application identité :

- la convolution de la fonction de Heaviside avec elle-même :

- l'intégrale de la fonction de Heaviside :

## Propriétés analytiques
- La fonction rampe est positive sur la droite réelle, et même nulle pour tout réel négatif.
- Sa dérivée est la fonction de Heaviside :
{\displaystyle R'(x)=H(x)\ \mathrm {si} \ x\neq 0}.
- Sa transformée de Fourier vaut
{\displaystyle {\mathcal {F}}R(f)=\int _{0}^{+\infty }R(x)\operatorname {e} ^{-2\mathrm {i} \pi fx}={\frac {\mathrm {i} \delta '(f)}{4\pi }}-{\frac {1}{4\pi ^{2}f^{2}}}},
où δ' désigne la dérivée de la distribution de Dirac.
- Sa transformée de Laplace vaut
{\displaystyle {\mathcal {L}}R(s)=\int _{0}^{+\infty }R(x)\operatorname {e} ^{-sx}\,\mathrm {d} x={\frac {1}{s^{2}}}}.